# Maryline
Pour les articles homonymes, voir Marilyn (homonymie).
Pour plus de détails, voir Fiche technique et Distribution.
Maryline est un film français écrit, coproduit et réalisé par Guillaume Gallienne, sorti en 2017. C'est son second long-métrage, quatre ans après Les Garçons et Guillaume, à table !

## Synopsis
Maryline a grandi dans un petit village. Ses parents ne recevaient jamais personne et vivaient les volets clos. À 20 ans, elle "monte à Paris" pour devenir comédienne. Mais elle n'a pas les mots pour se défendre. Elle est confrontée à tout ce que ce métier et le monde peuvent avoir d'humiliant mais aussi de bienveillant. C'est l'histoire d'une femme, d'une femme modeste, d'une blessure.

## Fiche technique
- Titre original : Maryline
- Réalisation et scénario : Guillaume Gallienne
- Costumes : Germaine D'Hoffelize
- Photographie : Christophe Beaucarne
- Montage : Valérie Deseine
- Production : Cyril Colbeau-Justin et Jean-Baptiste Dupont ; Sidonie Dumas et Guillaume Gallienne (délégués)
- Sociétés de production : LGM Cinéma SAS, Gaumont, France 2 Cinéma, Don't be Shy Productions, Nexus Factory et Umedia.
- SOFICA : A+ Images 7, LBPI 10, Sofitvciné 4
- Société de distribution : Gaumont Distribution
- Pays d'origine :  France et  Belgique
- Langue originale : français
- Visa : 145.483
- Format : couleur
- Genre : drame
- Date de sortie :
  -  France : 15 novembre 2017
  -  Belgique : 18 novembre 2018

## Distribution
- Adeline d'Hermy : Maryline
- Vanessa Paradis : Jeanne Desmarais
- Éric Ruf : François Louis
- Xavier Beauvois : Michel Roche
- Alice Pol : Alexane
- Damien Dorsaz : Eric
- Lars Eidinger : Ilan Kafman
- Pascale Arbillot : Betty Brant
- Venantino Venantini : Elio
- Clotilde Mollet : mère de Maryline
- Pascal Rénéric : père de Maryline
- Anthony Bajon : Simon, le frère de Maryline
- Marie Rémond : Anna
- Celyn Jones : Jacky Conwell
- Bruno Raffaelli : Jean-Paul
- Sacha Bourdo : Clown
- Annah Schaeffer : Sophie
- Natasha Cashman : Karen
- Anne Bouvier : la maquilleuse énervée
- Pierre Diot : Bernard
- Barbara Probst : Actrice principale film Ilan
- Julie Moulier : Comédienne interne 1
- François Rabette : Comédien interne 2
- Léa Betremieux : La fille de la voisine
- Jean-Jacques Pivert : Vieux client café 1
- Yves-Robert Viala : Vieux client café 2
- Nicolas Wanczycki : Premier assistant Ilan
- Eliott Lerner : Deuxième assistant Ilan
- Elsa Thiemann : Actrice allemande
- Alice Pehlivanyan : Habilleuse 1
- Florence Viala : buraliste
- Sébastien Pouderoux : Médecin de garde
- Elise Lissague : une ouvreuse
- Dorothée Brière (scènes coupées au montage)

## Production

### Genèse et développement
L'histoire de Maryline n'est pas celle de Guillaume Gallienne, mais « une que l'on m'a racontée il y a 15 ans et qui m'habite depuis. (…) Et je sais que je veux en faire un film depuis longtemps », précise-t-il dans une interview avec l'équipe d'Allociné en novembre 2013.
Le 22 juillet 2016, Guillaume Gallienne annonce sur Twitter que « la préparation se termine. Lundi début du tournage », posant avec une photo de son scénario visiblement intitulé Maryline.

### Attribution des rôles
Pour le rôle de Maryline, le réalisateur-scénariste choisit Adeline d'Hermy, avec laquelle il a joué dans la pièce de théâtre Les Damnés mise en scène par Ivo van Hove à la Comédie-Française dans la même année.
Le journal La Provence du 1er septembre 2016 révèle la présence d'Éric Ruf, Vanessa Paradis et Xavier Beauvois.

### Tournage
Guillaume Gallienne et son équipe commencent le tournage fin juillet 2016 en Île-de-France,.